# Саут Гејт (Мериленд)
Саут Гејт (енгл. South Gate) град је у америчкој савезној држави Мериленд.

## Демографија
По попису из 2000. године број становника је 28.672.
| Група             | 2000.          | 2010.    |
| Белци             | 19.907 (69,4%) | 0 (0,0%) |
| Афроамериканци    | 5.631 (19,6%)  | 0 (0,0%) |
| Азијати           | 1.513 (5,3%)   | 0 (0,0%) |
| Хиспаноамериканци | 899 (3,1%)     | 0 (0,0%) |
| Укупно            | 28.672         | 0        |